# Michael Lembeck
Michael Lembeck est un réalisateur et acteur américain, né le 25 juin 1948 dans le quartier de Brooklyn à New York. Il est le fils de l'acteur et producteur Harvey Lembeck.

## Filmographie

### Comme réalisateur
- 1989 : Doctor Doctor ("Doctor Doctor") (série télévisée)
- 1989 : Major Dad ("Major Dad") (série télévisée)
- 1990 : The Marshall Chronicles (série télévisée)
- 1992 : Flying Blind (en) (série télévisée)
- 1992 : New York Café (Love & War) (série télévisée)
- 1993 : Good Advice (série télévisée)
- 1994 : Ellen ("Ellen") (série télévisée)
- 1995 : Double Rush (série télévisée)
- 1995 : Hope & Gloria (série télévisée)
- 1995 : Pride & Joy (série télévisée)
- 1995 : Une fille à scandales ("The Naked Truth") (série télévisée)
- 1995 : Caroline in the City ("Caroline in the City") (série télévisée)
- 1995 : High Society (série télévisée)
- 1996 : Party Girl (série télévisée)
- 1996 : Men Behaving Badly (série télévisée)
- 1997 : Nés à Chicago ("Chicago Sons") (série télévisée)
- 1997 : Over the Top (série télévisée)
- 1998 : House Rules (série télévisée)
- 1998 : That's Life (série télévisée)
- 1998 : Encore! Encore! (série télévisée)
- 1998 : Jesse ("Jesse") (série télévisée)
- 1999 : True Love (TV)
- 1999 : Stark Raving Mad ("Stark Raving Mad") (série télévisée)
- 2000 : From Where I Sit (TV)
- 2000 : Mon ex, mon coloc et moi ("Cursed") (série télévisée)
- 2001 : Loomis (TV)
- 2001 : What About Joan (série télévisée)
- 2001 : Inside Schwartz (série télévisée)
- 2001 : Sexe et Dépendances ("Off Centre") (série télévisée)
- 2002 : Hyper Noël (The Santa Clause 2)
- 2003 : The 5 Coolest Things (feuilleton TV)
- 2004 : Connie and Carla
- 2007 : Californication (série télévisée)
- 2008 : The Clique
- 2010 : Fée malgré lui (Tooth Fairy)
- 2011 : Voleurs de stars (The Bling Ring) (TV)
- 2021 : Queen Bees

### Comme acteur
- 1969 : Gidget Grows Up (TV) : Arnold
- 1971 : The Funny Side (série télévisée) : Teenage Husband
- 1972 : Haunts of the Very Rich (en) (TV) : Delmonico
- 1973 : A Summer Without Boys (TV) : Burt
- 1973 : Blood Sport (TV) : Reuben
- 1975 : It's a Bird... It's a Plane... It's Superman (TV) : Joe
- 1976 : The Krofft Supershow (série télévisée) : Kaptain Kool
- 1978 : The Boys in Company C : Pvt. Vinnie Fazio
- 1978 : Having Babies III (TV) : Russ Bridges
- 1979 : Ne tirez pas sur le dentiste (The In-Laws) : Tommy Ricardo
- 1980 : The Comeback Kid (TV) : Tony
- 1980 : Gorp : Kavell
- 1981 : On the Right Track : Frank
- 1981 : Au fil des jours (One Day at a Time) (série télévisée) : Max Horvath
- 1981 : Les Schtroumpfs ("The Smurfs") (série télévisée) : Additional Voices (voix)
- 1985 : Foley Square (série télévisée) : Peter Newman
- 1987 : Ultraman: The Adventure Begins (TV) : Scott (voix)
- 1987 : Conspiracy: The Trial of the Chicago 8 (TV) : Abbie Hoffman
- 1988 : Side by Side (TV) : Tony Mercer
- 1988 : Dans les griffes de la mafia (Lady Mobster) (TV)
- 1989 : Une journée de fous (The Dream Team) : Ed
- 1993 : Coups de cœur (Heartbeat) (TV) : Ted